# Afonso Celso de Assis Figueiredo

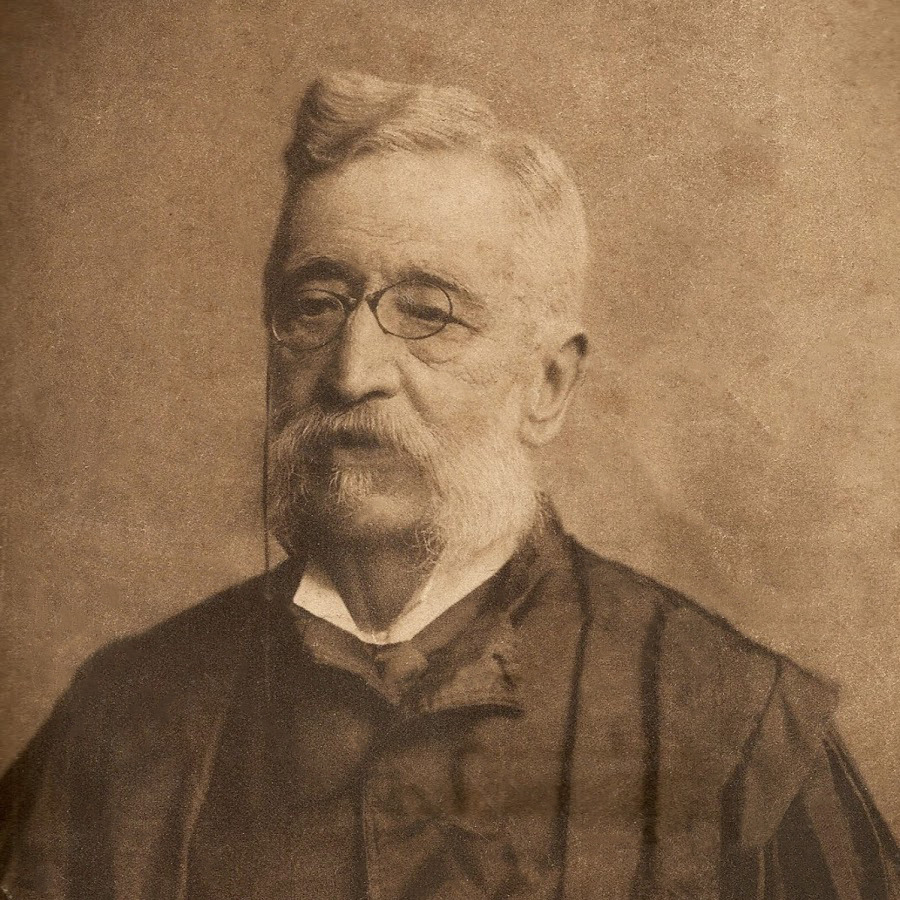
Afonso Celso de Assis Figueiredo (1889)

Afonso (Affonso) Celso de Assis Figueiredo, Visconde de Ouro Preto (* 21. Februar 1836 in Ouro Preto, Minas Gerais; † 21. Dezember 1912 in Petrópolis, Rio de Janeiro) war ein brasilianischer Politiker, der unter anderem Mitglied der Abgeordnetenkammer, zwischen 1879 und 1889 Mitglied des Senats des Kaiserreichs Brasilien war. Er fungierte zudem als Marineminister, Finanzminister sowie 1889 als letzter Vorsitzender des Ministerrates des Kaiserreichs Brasilien. 1888 wurde er für seine Verdienste zum Visconde de Ouro Preto erhoben.

## Leben
Afonso Celso de Assis Figueiredo absolvierte nach dem Besuch des Liceu Mineiro ein Studium der Rechtswissenschaften an der Juristischen Fakultät von São Paulo. Noch während seines Jurastudiums war er zwischen 1857 und 1858 Beamter im Kabinett des Präsidenten der Provinz São Paulo sowie 1859 Gründer und bis Herausgeber der Tageszeitung „O Progressista“. Neben seiner Tätigkeit als Journalist war er auch als Rechtsanwalt, Lehrer und Schriftsteller tätig. Er war Anhänger und engagierter Verteidiger der Monarchie und setzte sich für die Abschaffung der Befreiung der Sklaverei ein. Er war Gründer von „Reforma“, Organ des Reformationsclubs, und schrieb auch Artikel für die Zeitungen „Comércio de São Paulo“, „Liberdade“ und „Gazeta da Tarde“. Nachdem er als Deputado Provincial Mitglied der Legislativversammlung der Provinz Minas Gerais war, wurde er am 1. Januar 1864 für die Liberale Partei (Partido Liberal) erstmals als Deputado Geral Mitglied der Abgeordnetenkammer (Câmara dos Deputados do Brasil) und vertrat in dieser bis zum 18. Juli 1868 die Provinz Minas Gerais.

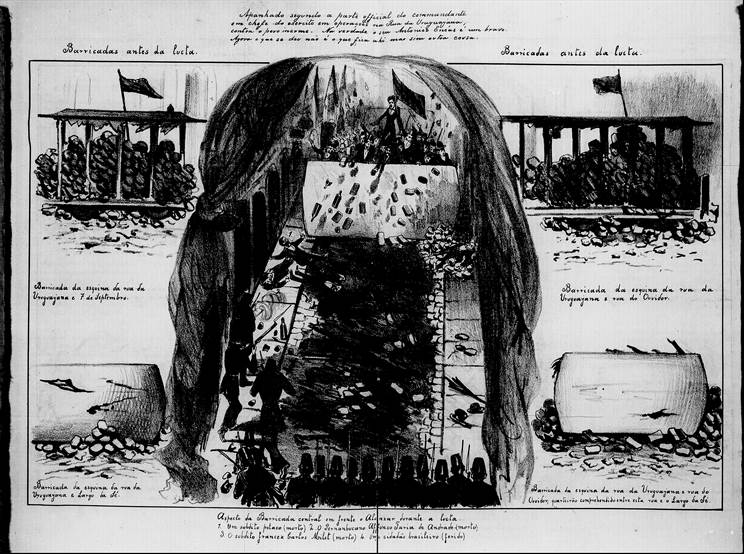
Zeitungsartikel über die „Revolta do Vintém“ in „O Mequetrefe“ (6. Januar 1880).

Am 3. August 1866 übernahm Afonso Celso im dritten Kabinett von Zacarias de Góes e Vasconcelos den Posten des Marineministers (Ministro da Marinha) und bekleidete diesen bis zum 16. Juli 1868. Er wurde am 1. Februar 1877 abermals Mitglied der Abgeordnetenkammer, in der er bis zum 26. April 1879 wieder die Provinz Minas Gerais vertrat. Am 8. Februar 1879 wurde er in das Kabinett von João Lins Vieira Cansanção de Sinimbú berufen und fungierte in diesem bis zum 28. März 1880 als Finanzminister (Ministro da Fazenda). In dieser Funktion führte eine Steuer von 20 Réis auf die Preise von Straßenbahnfahrkarten ein, die vier Tage lang (1. bis 4. Januar 1880) in Rio de Janeiro für große Unruhen sorgte, die als „Revolta do Vintém“ bekannt wurden.

Wappen des Visconde de Ouro Preto.

Nach seinem Ausscheiden aus der Abgeordnetenkammer wurde Afonso Celso de Assis Figueiredo am 26. April 1879 Mitglied des Senats des Kaiserreichs Brasilien (Senado do Império do Brasil) und gehörte diesem als Vertreter der Provinz Minas Gerais von der 17. bis zur 20. Legislaturperiode am 15. November 1889 an. Am 13. Juni 1888 wurde er als Visconde de Ouro Preto in den Adelsstand erhoben. Als Nachfolger von João Alfredo Correia de Oliveira wurde er am 7. Juni 1889 Vorsitzender des Ministerrates (Presidente do Conselho de Ministros). Während seiner Amtszeit übernahm er in seinem Kabinett vom 7. Juni bis zum 20. Juli 1889 sowie erneut zwischen dem 28. Juli und dem 15. November 1889 außerdem den Posten als Finanzminister. In der Militärfrage (Questão Militar) war er Gegner des Militärs, was letztlich am 15. November 1889 zum Sturz seiner Regierung und zur Ausrufung der Republik führte. Er war damit letzter Premierminister des Kaiserreichs Brasilien. Mit der Ausrufung der Republik wurde er verhaftet und ins Exil geschickt, aus dem er 1891 nach Brasilien zurückkehrte.
Aus seiner am 6. Januar 1859 geschlossenen Ehe mit Francisca de Paula Martins de Toledo (1839–1916) ging der Sohn Afonso Celso de Assis Figueiredo Júnior (1860–1938) hervor, der als Dichter, Historiker und Politiker tätig war. Sein jüngerer Bruder Carlos Afonso de Assis Figueiredo (1845–1907) war zwischen 1882 und 1883 Kriegsminister sowie 1889 Präsident der Provinz Rio de Janeiro. Sein Neffe war der Diplomat und Politiker Pedro Manuel de Toledo (1860–1935), der unter zwischen 1910 und 1913 Landwirtschaftsminister und 1912 kommissarischer Minister für Transport und Minister für öffentliche Arbeiten sowie 1932 Gouverneur des Bundesstaates São Paulo war.

## Veröffentlichungen
- A Esquadra e a Oposição Parlamentar, 1868
- Reforma Administrativa e Municipal, 1868
- As Finanças do Império, 1876
- Algumas idéias sobre a instrução, 1883
- Resposta a uma impugnação, 1885
- Excursão na Itália por um Brasileiro, 1890
- Advento da Ditadura Militar no Brasil, 1891
- A Marinha de outrora. Subsídios Para Sua História, 1894